# Armas Toivonen
Armas Toivonen (Finlandia, 20 de enero de 1899-12 de septiembre de 1973) fue un atleta finlandés, especialista en la prueba de maratón en la que llegó a ser medallista de bronce olímpico en 1932.

## Carrera deportiva
En los JJ. OO. de Los Ángeles 1932 ganó la medalla de bronce en la carrera de maratón, recorriendo los 42,195 km en un tiempo de 2:32:12 segundos, llegando a meta tras el argentino Juan Carlos Zabala (oro) y el británico Sam Ferris (plata).